# Entosthodon acidotus
Entosthodon acidotus là một loài Rêu trong họ Funariaceae. Loài này được (Taylor) Müll. Hal. mô tả khoa học đầu tiên năm 1851.